# Ignacio Olmedo
Héctor Ignacio Gonçalvez Olmedo, conocido como Ignacio Olmedo (Artigas, 28 de septiembre de 1927–Maldonado, 20 de agosto de 2021) fue un maestro, artista plástico y escritor uruguayo.
Publicó Yarao (1991), un volumen de cuentos que obtuvo un importante reconocimiento crítico. Otros títulos son La Venganza de la Diosma (2004), Verdes presencias (2010), La turca tatuada (2011) y Fronteras (2013).
El resto de su obra narrativa apareció en antologías o en publicaciones periódicas como Graffiti, La República, o el suplemento del Diario del Litoral (Santa Fe, Argentina). Cuentos suyos han obtenido premios en Uruguay y Argentina.

## Obras
| Año  | Título                   | ISBN              | Editorial              | Otros |
| ---- | ------------------------ | ----------------- | ---------------------- | ----- |
| 1991 | Yarao                    |                   | Bien se lame           |       |
| 1995 | Hombres de mucha monta   |                   | Editorial Arca         |       |
| 1997 | Cuentos de boliche       | 9974-32-132-8     | Trilce                 |       |
| 2004 | La venganza de la Diosma | 997432368-1       | Trilce                 |       |
| 2010 | Verdes presencias        | 978-9974-96-971-1 | Premio Procultura 2009 |       |
| 2011 | La turca tatuada         | 978-9974-8297-1-8 | Rumbo Editorial        |       |
| 2013 | Fronteras                | 978-9974-8397-0-0 | Yaugurú                |       |
| 2015 | Verdes presencias        | 978-9974-96-971-2 | Premio Procultura 2014 |       |